# MFK Ružomberok
Az MFK Ružomberok egy 1906-ban alapított szlovák labdarúgóklub Rózsahegy városában.

## Története

### Fontosabb évszámok
- 1906 - Concordia SC (a szlovák névváltozat SK Konkordija volt).
- 1948 - Egyesült a SBZ Ruzomberok és a Sokola SBZ Ružomberok nevű csapatokkal
- 1953 - Átnevezve DSO Iskra Ružomberok névre
- 1955 - Az egyesülés visszavonása, az új név Iskra Ružomberok
- 1957 - Átnevezve TJ BZVIL Ružomberok névre
- 1989 - Átnevezve TJ BZ Ružomberok névre
- 1992 - Átnevezve ŠK Texicom Ružomberok névre
- 1995 - Átnevezve MŠK Ružomberok névre
- 1996 - Átnevezve MŠK SCP Ružomberok névre, szlovák másodosztályú bajnok
- 2001 - Első európai selejtező, 2001–2002-es UEFA-kupa
- 2003 - Átnevezve MFK Ružomberok névre
- 2006 - Szlovák bajnok, szlovák kupagyőztes
- 2006 - Bajnokok Ligája-selejtező, 3. selejtezőkör

## Sikerei

### Hazai
- Corgoň Liga (1993-tól)
  - Győztes (1): 2006

- Slovenský Pohár (szlovák kupa)
  - Győztes (2): 2006, 2024

### Európai
- UEFA Bajnokok Ligája
  - Harmadik selejtezőkör, 2006–07

- UEFA-kupa
  - Első kör, 2001–02, 2006–07

## Játékosok

### Jelenlegi keret
| #  |         | Poszt | Név              |
| -- | ------- | ----- | ---------------- |
| 1  | szlovák | K     | Pavol Penksa     |
| 2  | szlovák | V     | Michal Gallo     |
| 3  | szlovák | V     | Ján Maslo        |
| 4  | szlovák | V     | Peter Majerník   |
| 5  | szlovák | V     | Daniel Jurč      |
| 6  | szlovák | KP    | Viliam Macko     |
| 7  | szlovák | CS    | Vladimír Kukoľ   |
| 10 | szlovák | KP    | Ivan Hodúr       |
| 12 | szlovák | KP    | Lukáš Greššák    |
| 14 | szerb   | V     | Milomir Sivčevič |
| 15 | szlovák | KP    | Miroslav Božok   |
| 16 | szlovák | KP    | Miloš Lačný      |

| #  |         | Poszt | Név           |
| -- | ------- | ----- | ------------- |
| 17 | szlovák | KP    | Peter Maslo   |
| 18 | szlovák | KP    | Štefan Zošák  |
| 19 | szlovák | V     | Roman Balaško |
| 20 | szlovák | KP    | Pavol Pilár   |
| 21 | szlovák | K     | Ľuboš Hajdúch |
| 22 | szlovák | V     | Matej Siva    |
| 23 | szlovák | CS    | Marek Bakoš   |
| 26 | szlovák | V     | Tomáš Ďubek   |
| 29 | szlovák | CS    | Jiří Mašek    |
| 30 | szlovák | K     | Roman Smieška |
| 33 | szlovák | KP    | Juraj Kucka   |

### Híres játékosok
- Jozef Vengloš
- Viliam Hýravý
- Marek Sapara
- Erik Jendrišek
- Igor Žofčák
- Jan Nezmar
- Robert Tomko

## Külső hivatkozások
- MFK Ružomberok hivatalos weboldal (szlovákul)
- MFK Ružomberok szurkolói oldal (szlovákul)